# Prionodon
Prionodon (Horsfield, 1821) è un genere di carnivori della famiglia dei viverridi comunemente noti come  linsanghi asiatici.

## Descrizione

### Dimensioni
Al genere Prionodon appartengono carnivori di medio-piccole dimensioni, con lunghezza della testa e del corpo tra 350 e 450 mm, la lunghezza della coda tra 300 e 420 mm e un peso fino a 800 g.

### Caratteristiche craniche e dentarie
Il cranio è lungo, basso e stretto, con il rostro sottile e allungato. L'area occipitale è ben definita con una cresta robusta. L'area post-orbitale è ristretta mentre il processo post-orbitale è prominente. Il primo molare superiore è ridotto mentre il secondo è assente. Il primo molare inferiore presenta un piccolo tubercolo basale.
Sono caratterizzati dalla seguente formula dentaria:

### Aspetto
Il corpo è snello, le zampe sono relativamente corte. La testa è allungata, il collo è molto lungo e Il muso è stretto con il setto nasale convesso superiormente. La pelliccia è corta e sono presenti delle macchie o bande trasversali scure lungo i fianchi. L'andatura è digitigrada, mentre le unghie sono completamente retrattili. Gli artigli della mano sono forniti di 2 guaine protettive ciascuno, mentre quelli del piede ne hanno una sola sul lato esterno. Il palmo della mano ha 4 cuscinetti ed è ricoperto densamente di peli. La pianta dei piedi ha invece 3 cuscinetti ed è anch'essa ricoperta di peli dal tallone. La coda è lunga circa come la testa ed il corpo ed è anellata. Non sono presenti ghiandole odorifere e il perineo è abbastanza accorciato. Le femmine hanno 2 paia di mammelle ventrali.

## Distribuzione
Questo genere è diffuso nel Subcontinente indiano, in Cina, in Indocina e Indonesia.

## Tassonomia
Il genere comprende 2 specie:
- Prionodon linsang - linsango fasciato
- Prionodon pardicolor - linsango macchiato